# 伊格爾萊克 (明尼蘇達州)
伊格爾萊克（英語：Eagle Lake）是一個位於美國明尼蘇達州布盧厄斯縣的城市。

## 人口
根據2020年美國人口普查的數據，伊格爾萊克的面積為4.99平方千米，當中陸地面積為4.99平方千米，而水域面積為0.00平方千米。當地共有人口3278人，而人口密度為每平方千米657人。